# Воєводин (водоспад)
Ши́піт, Ши́пот, Воєво́дин — водоспад в Українських Карпатах, в межах Перечинського району Закарпатської області, за 12 км на північ від села Тур'я Поляна. Гідрологічна пам'ятка природи місцевого значення.

## Географія
Водоспад утворився на місці виходу стійких до розмиву пісковиків палеогенового періоду у річищі потоку Воєводин, притоки Шипоту (притока Тур'ї, басейн Тиси), на південно-західних схилах Полонини-Руни.
Вода каскаду спадає з висоти до 24 м двома окремими потоками. Висота головного каскаду 5—6 м. Припускають, що цей водоспад утворився внаслідок землетрусу, під час якого в гірській породі поперек вузької глибокої долини виникла тріщина.

## Пам'ятка природи
Водоспад розташований у межах Тур'є-Полянського загальнозоологічного заказника. Площа природоохоронної території 0,7 га. Статус даний згідно з рішенням № 414 Закарпатського облвиконкому від 18 листопада 1969 року, рішенням № 253 Закарпатського облвиконкому від 23 жовтня 1984 року. Перебуває у віданні державного підприємства «Перечинське лісове господарство» — лісівництво Шипот, квартал 15, виділ 3.
Водоспад Воєводин має наукове, естетичне та рекреаційне значення.